# KAI KC-100 Naraon
Die KAI KC-100 Naraon ist ein leichtes Reiseflugzeug des südkoreanischen Herstellers Korea Aerospace Industries.

## Geschichte und Konstruktion
KAI begann im Juni 2008 die Entwicklung der KC-100 mit dem Ziel, ein Flugzeug zu produzieren, das 10 % sparsamer als andere Flugzeuge seiner Klasse sein sollte.
Die KC-100 ist fast vollständig aus Verbundwerkstoffen gefertigt. Die Maschine ist als Tiefdecker ausgelegt und besitzt ein nicht einziehbares Bugradfahrwerk. Zugang zur Kabine gewähren zwei nach oben öffnende Türen, jeweils rechts und links. Angetrieben wird die Maschine von einem Continental TSIOF-550-K Boxermotor mit 235 kW. Ein optionales Fallschirmrettungssystem wird angeboten.

## Versionen
- KC-100 – Viersitziges leichtes Reiseflugzeug
- KT-100 – Militärisches Schulflugzeug

## Nutzung
Südkorea
- Südkoreanische Luftwaffe – 23 Exemplare werden für die Verwendung an der Luftwaffenakademie angeschafft. Sie sollen die bislang dort verwendeten Iljuschin Il-103 ersetzen.[2]

## Technische Daten
| Kenngröße             | Daten                                             |
| --------------------- | ------------------------------------------------- |
| Besatzung             | 1                                                 |
| Passagiere            | 3                                                 |
| Länge                 | 8,5 m                                             |
| Spannweite            | 11,38 m                                           |
| Höhe                  | 2,86 m                                            |
| Flügelfläche          | ? m²                                              |
| Leermasse             | 1089 kg                                           |
| max. Startmasse       | 1633 kg                                           |
| Reisegeschwindigkeit  | 345 km/h                                          |
| Höchstgeschwindigkeit | 389 km/h                                          |
| Dienstgipfelhöhe      | 5830 m                                            |
| Reichweite            | 2222 km                                           |
| Triebwerke            | 1 × Continental TSIOF-550-K Boxermotor mit 235 kW |